# Яковлево (Калмыкия)
Яковлево — посёлок в Черноземельском районе Калмыкии, в составе Кумского сельского муниципального образования.

## География
Посёлок в западной части Прикаспийской низменности, примерно на равном расстоянии от посёлков Комсомольский (22 км) и Кумской (25 км).

## История
Дата основания не установлена. На карте РККА 1940 года на месте посёлка отмечена ферма без названия. На немецкой военной карте 1941 года отмечен как совхоз № 110. На картах 1943 и 1950 годов отмечено как село Улан Тук. Дату присвоения современного наименования установить не удалось.

## Население
| 2002 | 2010 | 2012 |
| ---- | ---- | ---- |
| 114  | ↘62  | ↘37  |

Национальный состав
Согласно результатам переписи 2002 года большинство населения посёлка составляли даргинцы (72 %)